# Rue Gustave Jean Leclercq
La rue Gustave Jean Leclercq est une rue bruxelloise de la commune d'Auderghem qui relie le square Baron Robert Hankar à l'avenue Gabriel Émile Lebon sur une longueur de 160 mètres.

## Historique et description
Les cinq rues ouvertes à l'ouest de l'avenue Lebon, dont celle-ci, furent baptisées à la même date : le 6 décembre 1957.
- Premier permis de bâtir délivré le 24 août 1960 pour les n° 21, 23 et 25.

Le nom de la rue est celui du soldat Gustave Jean Baptiste Leclercq, né le 12 octobre 1890 à Auderghem, tué le 16 février 1915 à Oostkerke lors de la première guerre mondiale.

## Situation et accès
Abords
L'endroit le plus connu est certainement l'ancien Delhaize et son parking, abandonné en 2008 au profit d'un fitness center.